# Ronaldo Lessa
Ronaldo Augusto Lessa Santos GOMM (Maceió, 25 de abril de 1949) é um engenheiro civil e político brasileiro, ex-prefeito de Maceió, ex-governador de Alagoas por dois mandatos, ex-deputado federal por este Estado e ex-vice-prefeito de Maceió. Atualmente, é vice-governador de Alagoas, filiado ao Partido Democrático Trabalhista (PDT). É primo do ex-deputado federal Maurício Quintella Lessa.

## Vida pessoal e carreira
Ronaldo Lessa é pai de três filhos: Nivaldo, nascido em 1992, adotado pelo político aos dez anos de idade, Nina, nascida em 1986 e Dário, nascido em 1973, adotado pelo político aos dezessete anos.
Iniciou sua militância política no Partido Comunista Brasileiro (PCB). Cursou engenharia civil na Universidade Federal de Alagoas (Ufal) e aí liderou os diretórios estudantis que se opunham ao regime militar instaurado em março de 1964. Em 1966, filiou-se ao Movimento Democrático Brasileiro (MDB), partido de oposição ao governo. Foi ainda presidente da Federação Alagoana de Desporto Universitário (FADU), de 1969 a 1971. Por causa de sua atuação nos meios estudantis ficou preso por alguns dias em 1969. A partir de 1973, Lessa trabalhou em obras como a reforma da Refinaria de Duque de Caxias, do terminal marítimo da baía de Ilha Grande, do Metrô do Rio de Janeiro e da Ponte Rio–Niterói.
Iniciou a carreira política em 1982, quando foi eleito deputado estadual em Alagoas pelo PMDB. Candidatou-se ao governo do Estado em 1986, ficando em terceiro lugar. Elege-se prefeito de Maceió em 1992 e, em 1996, apoia e elege Kátia Born como sua sucessora. Em 1998, já filiado ao PSB, torna-se governador de Alagoas, eleito ainda em primeiro turno, reelegendo-se em 2002 ao vencer o ex-Presidente da República Fernando Collor de Mello. No mesmo ano, publicou seu livro Coragem para sonhar e fazer.
Em fevereiro de 2005 adere ao PDT, pelo qual disputaria a eleição de 2006 ao Senado Federal. Desta vez acabaria derrotado por Collor. Nas eleições de 2010 disputa novamente o governo alagoano, onde alcança o segundo turno mas é derrotado por Teotônio Vilela Filho. Nas eleições de 2012, Ronaldo disputou a prefeitura de Maceió, mas teve sua candidatura negada. O candidato Rui Palmeira venceu no primeiro turno.
Em março de 2016 deixou a coordenação da bancada alagoana na Câmara dos Deputados por motivos de saúde. O parlamentar informou estar sofrendo com uma cefaleia, motivo pelo qual já se encontrava em licença médica do mandato de deputado desde janeiro. Retomou o cargo na Câmara final do mês de Março e a coordenação da bancada no início de abril.
Em 2018, foi novamente candidato a deputado federal pelo PDT, mas não conseguiu ser reeleito. Ficou como primeiro suplente de sua coligação, com 55.474 votos. Em 2020, se elege como vice-prefeito de Maceió, na chapa de João Henrique Caldas. Em 2022 se elege vice-governador na chapa de Paulo Dantas.

## Controvérsias

### Calúnia Eleitoral
Ronaldo Lessa foi condenado à pena de oito meses de reclusão, convertida em prestação de serviços à comunidade, e ao pagamento de multa por calúnia eleitoral. Conforme consta nos autos, em outubro de 2010 o comitê de campanha do PDT foi arrombado e, na ocasião, foram furtados do local dois computadores. Lessa, então candidato a governador, teria afirmado que o maior suspeito do crime era o governo, referindo-se ao então candidato a reeleição Teotônio Vilela Filho, do PSDB, em entrevista divulgada no jornal Gazeta de Alagoas, de acordo com a denúncia. O tribunal considerou que houve dolo na intenção de ofender a honra do adversário em disputa eleitoral. O parlamentar recorreu da decisão, que foi mantida.
De acordo com o relator da ação no Supremo Tribunal Federal, ministro Gilmar Mendes, a alegação da defesa de que as declarações à imprensa do então candidato não levaram à identificação de Teotônio Vilela como ofendido não se sustenta. Para o ministro, Ronaldo Lessa aponta, nas declarações, como o principal ou o maior suspeito do furto "o candidato que é nosso adversário", na versão publicada, e "o governo", na gravação. "Ao mencionar nosso adversário ou o governo, o apelante dirigiu suas declarações ao adversário", afirmou o relator. Segundo o ministro, não houve na declaração de Lessa atribuição direta do crime, mas de sua suspeita. "No entanto, o tipo penal da calúnia não exige atribuição de certeza à imputação", afirmou. Pode-se caluniar, de acordo com o ministro, colocando-se em dúvida a autoria de um crime, sem que se diga de maneira explícita.

### Operação Navalha
O deputado foi condenado por peculato e crimes contra a administração pública a 13 anos e 4 meses de prisão e pagamento de multa. No mesmo processo, o empresário Zuleido Soares de Veras, da construtora Gautama, foi condenado a 8 anos de reclusão. A denúncia, proposta pelo Ministério Público Federal, teve como base as investigações do próprio MPF e o relatório final da Operação Navalha, encaminhado pela Polícia Federal. O parlamentar recorreu da sentença e foi absolvido em instância recursal, em outubro de 2017, pelo Supremo Tribunal Federal.
Em outubro de 2017 o deputado foi absolvido pela 2ª Turma do Supremo Tribunal Federal por falta de provas.

### Operação Gabiru
Ronaldo Lessa foi inocentado de pelo juiz do caso por falta de provas.

### Improbidade administrativa
Lessa e Eduardo Henrique Ferreira, ex-secretário da Fazenda, foram condenados em ação civil pública de improbidade administrativa em função de má administração e desvio de finalidade de R$ 50 milhões do Fundo Estadual de Combate e Erradicação da Pobreza (Fecoep). A Justiça determinou a perda da função pública, a suspensão de seus direitos políticos por três anos, a proibição de contratar com o poder público ou receber incentivos fiscais ou creditícios e a aplicação de multa.
Segundo a decisão, o Ministério Público Estadual relatou que o fundo, composto por receita decorrente do ICMS incidente sobre produtos classificados como supérfluos, apesar de ter sido instituído em 2004, apenas em 2005, por meio de decreto, teve iniciado o recolhimento com o adicional legal. "As acusações de cometimento de improbidade administrativa trazidas a juízo se referem à irregularidade na gestão do fundo, por afirmarem que apenas foi instituída a sua forma de arrecadação, mas violando as normas que determinam a realização de despesa e a vinculação desta a finalidades específicas", justificaram os juízes. Somado a isso, também não foi criada conta bancária específica para o fundo, tendo sido os valores depositados na Conta Única do Estado, o que acarretou em gastos de verbas pertencentes ao fundo sem observância da destinação fixada, utilizando recursos para custeio de outras despesas do estado, o que seria vedado. "Foram mais de R$ 50.000.000,00 que deveriam ter sido diretamente destinados ao combate à erradicação da pobreza que tanto assola o estado de Alagoas, valores esses que foram, excepcionalmente, cobrados dos cidadãos sobre a majoração de ICMS, mas que, ao final, foram utilizados para cobrir despesas corriqueiras do estado de Alagoas, aquelas que já lhes era de obrigação natural a realização". Lessa recorreu da sentença e o recurso ainda encontra-se em andamento.
O Focoep foi instituído em 30 de dezembro de 2004, e recebe 2% da alíquota do ICMS cobrado sobre produtos considerados ‘supérfluos’, como bebidas alcoólicas, fogos de artifício, armas e munições, embarcações de esporte, joias, gasolina, álcool anidro e hidratado para fins combustíveis, energia elétrica - no fornecimento que exceda a faixa de consumo de 150 Kwh mensais, para consumo domiciliar e de estabelecimento comercial - cigarros e charutos e perfumes. Em 2010, na gestão de Teotônio Vilela Filho, ele foi prorrogado por tempo indeterminado.

### Desvio de recursos do Hospital Geral e polêmica com promotor
Ronaldo Lessa e a ex-secretária estadual de Saúde Kátia Born foram acusados pelo Ministério Público Federal por desvio de recursos públicos na ordem de R$ 5 milhões durante reforma da Unidade de Emergência Dr. Armando Lages, atual Hospital Geral do Estado (HGE), em Maceió. De acordo com a ação, os réus fraudaram o processo de licitação  utilizando-se de sobrepreço, superfaturamento e inexecução contratual. Ainda segundo a denúncia, a empresa vencedora da licitação para a reforma do HGE, a Arquitec, teria dado o dinheiro para as campanhas de Ronaldo Lessa, de seu irmão Antônio Lessa e da secretária Kátia Born.
Em 20 de fevereiro, em entrevista publicada pelo portal G1, Lessa informou que estava entrando com uma representação contra o procurador Anselmo Henrique, por considerar que as acusações eram arbitrárias. Ele comparou as decisões do MPF com as ocorridas na época da ditadura militar e se disse perseguido. Disse o ex-governador: "Eles me perseguem. Esse procurador é um ladrão. Eu quero que ele prove que eu desviei esse dinheiro todo".
Na sequencia desta acusação, em 8 de março de 2013 o MPF ofereceu denúncia contra ex-governador pelos crimes de calúnia, injúria e ameaça, por ter qualificado o procurador da República Anselmo Henrique Cordeiro Lopes como ladrão, irresponsável e leviano em entrevistas à imprensa no dias 19 e 20 de fevereiro. Lessa também teria atentado contra a Instituição quando afirmou, ao se referir à ação proposta, que esta era: "... mais uma atitude leviana de agentes do Ministério Público. Essas pessoas deviam respeitar a instituição, que tem muito vagabundo dentro do Ministério Público". Na ocasião, a Associação Nacional dos Procuradores da República (ANPR) emitiu uma nota de repúdio às declarações do ex-governador.
Lessa e a ex-secretária Kátia Born foram absolvidos das acusações.